# Selenia deumbraria
Selenia deumbraria là một loài bướm đêm trong họ Geometridae.